# Hilary Harkness
Hilary Harkness (nascida em 1971) é uma pintora americana. Harkness é conhecida pelas suas pinturas detalhadas que empregam figuras em miniatura, muitas vezes em estruturas.
Harkness nasceu em Detroit, no Michigan. Ela possui um diploma de bacharel em artes pela Universidade da Califórnia em Berkeley, e um mestrado pela Escola de Arte da Universidade de Yale.
Em 2013 realizou uma exposição individual na FLAG art Foundation, em Nova York. O seu trabalho encontra-se incluído na Seavest Collection e na coleção permanente do Whitney Museum of American Art.
Em 2003 ela recebeu o prémio da Fundação Louis Comfort Tiffany.